# Wiener Sport-Club
El Wiener Sport-Club és un club esportiu austríac de la ciutat de Viena. Els seus colors són el blanc i el negre. La seva seu tradicional és situada al barri de Dornbach.

## Història
El Wiener SC va ser fundat el 24 de febrer de 1883 amb el nom de Wiener Cyclisten Club. És un dels clubs esportius més antics de Viena. El 1907 es fusionà amb el Wiener Sportvereinigung esdevenint Wiener Sport-Club.
Es tracta d'un club multidisciplinari amb nombroses seccions durant la seva història com esgrima, boxa, lluita, ciclisme, handbol, atletisme, hoquei sobre herba, tennis, futbol i waterpolo. Actualment són actives les seccions de futbol, esgrima i la de waterpolo creada el 2005.
L'equip de futbol va viure les seves èpoques més brillants als anys 20 i als anys 50, on assolí diversos títols nacionals. El 1958 destacà la seva victòria per 7:0 sobre la Juventus FC a la Copa d'Europa de futbol. Dues fallides econòmiques als anys 90 el portaren a les categories inferiors del país. L'any 1997 absorbí el club SV Gerasdorf.

## Palmarès
- Lliga austríaca de futbol: 1922, 1958, 1959[2]
- Copa austríaca de futbol: 1923[3]

## Jugadors destacats
- Erich Hof (futbol)